# Frank Henenlotter
Frank Henenlotter (Long Island, 29 agosto 1950) è un regista, sceneggiatore e montatore statunitense.

## Biografia
Frank Henenlotter è conosciuto principalmente per le sue pellicole di genere commedia dell'orrore risalenti agli anni ottanta ed ai primi anni del decennio successivo. Per i suoi film Henenlotter trasse ispirazione dai film d'exploitation e sexploitation che egli amava molto e che erano trasmessi nei cinema di seconda categoria delle grandi metropoli americane. I film di Henenlotter sono caratterizzati dal ricorso ad effetti gore, spesso di bassa qualità in quanto i budget di cui il regista poteva disporre erano piuttosto esigui. Le sue pellicole sono considerate come dei b-movie che, nel loro piccolo, riuscirono a scardinare le convenzioni del genere. Anche se i lungometraggi di Henenlotter non raggiunsero mai una reale notorietà, alcuni sono piuttosto conosciuti e considerati dei film di culto: tra questi Basket Case, reperibile in DVD in Italia, e Brain Damage - La maledizione di Elmer.
Dopo il 1992, il cinema di Henenlotter si ritrova di fatto fuori mercato ("Nessuno voleva finanziare i film che volevo fare e io non ero interessato al tipo di film che volevano farmi dirigere") e il regista si dedica soprattutto alla collaborazione con l'etichetta home video Something Weird Video, per cui cura la collana "Frank Henenlotter's Sexy Shockers", essenzialmente dedicata al recupero di vecchi film di genere sexploitation. L'esperienza porterà alla realizzazione del documentario That's Sexploitation! (2013). Nel 2010 dirige, insieme con Jimmy Maslon, il documentario Herschell Gordon Lewis: The Godfather of Gore.
Henenlotter torna a girare fiction nel 2008, con l'horror Bad Biology, e poi nel 2015 con Chasing Banksy, una commedia ispirata alle imprese dell'artista e writer inglese Banksy.

## Filmografia
- Basket Case (1982)
- Brain Damage - La maledizione di Elmer (Brain Damage) (1988)
- Basket Case 2 (1990)
- Frankenhooker (1990)
- Basket Case 3: The Progeny (1991)
- Bad Biology (2008)
- Herschell Gordon Lewis: The Godfather of Gore, co-regia con Jimmy Maslon - documentario (2010)
- That's Sexploitation! - documentario (2013)
- Chasing Banksy (2015)
- Boiled Angels: The Trial of Mike Diana - documentario (2018)